# Raccolti
Raccolti è il primo album live dei Modena City Ramblers, un disco sullo stampo di Music At Matt Molloy's, un celebre disco irlandese.

## Il disco
Contiene 18 canzoni (tra cui 3 inediti), registrati in versione acustica nel Sisten Irish Pub di Novellara (RE). Un CD nato, a detta dello stesso gruppo, per "documentare un aspetto dei Ramblers che non tutti conoscono: l'atmosfera della session, le versioni acustiche, il gusto di suonare al pub, in mezzo alla gente e non su un palcoscenico", disco che permette inoltre di riproporre i brani di Terra e libertà, non pienamente compreso dai fan, in una versione acustica più irlandese, "per dimostrare che non esisteva uno stacco netto tra i primi due album e l'ultimo".

## Le canzoni
I tre inediti dell'album sono Notturno, Camden Lock, La fiola dal paisan, brano del gruppo La piva dal carnèr, e A gh'è chi g'à, testo di Onelia Mazzi, poetessa dialettale modenese.

## Tracce
1. Clan Banlieue – 3:49
2. Transamerika – 3:20
3. Notturno, Camden Lock – 4:19
4. Remedios la bella – 4:12
5. Ahmed l'ambulante – 4:03
6. Grande famiglia – 3:19
7. Al Dievel – 3:39
8. Qualche splendido giorno – 4:02
9. La banda del sogno interrotto – 3:38
10. Il ballo di Aureliano – 4:20
11. A gh'è chi g'à – 2:50
12. Canzone dalla fine del mondo – 4:08
13. Cent'anni di solitudine – 3:28
14. La fiola dal paisan – 3:18
15. Morte di un poeta – 3:16
16. In un giorno di pioggia – 5:14
17. Bella ciao – 4:02
18. Ninnananna – 4:28

## Formazione
- Cisco - voce, bodhrán
- Alberto Cottica - fisarmonica, cori
- Franco D'Aniello - tin whistle, flauto
- Massimo Ghiacci - contrabbasso, basso acustico, cori
- Massimo Giuntini - bouzouki, banjo, uilleann pipes
- Francesco Moneti - violino, chitarra acustica
- Giovanni Rubbiani - chitarra, armonica a bocca, cori
- Roberto Zeno - batteria, percussioni, bodhrán

### Altri musicisti
- Luciano Gaetani - banjo in Bella ciao, bodhrán in La banda del sogno interrotto
- Marco Michelini - violino in Canzone dalla fine del mondo
- Kaba - maracas in Il ballo di Aureliano